# Orb (ljusfenomen)

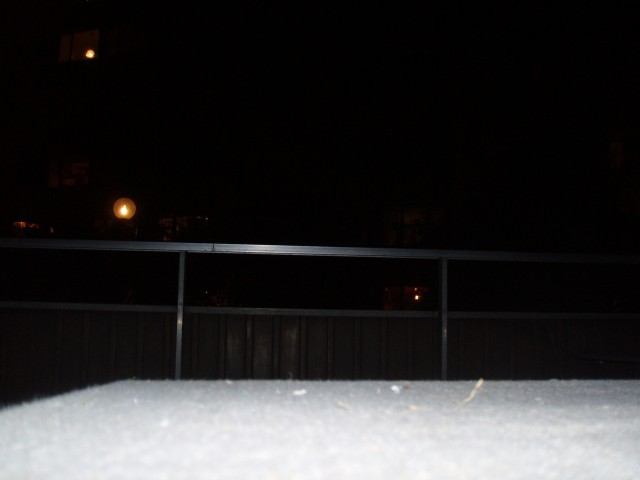
Här ser man inga orber ...

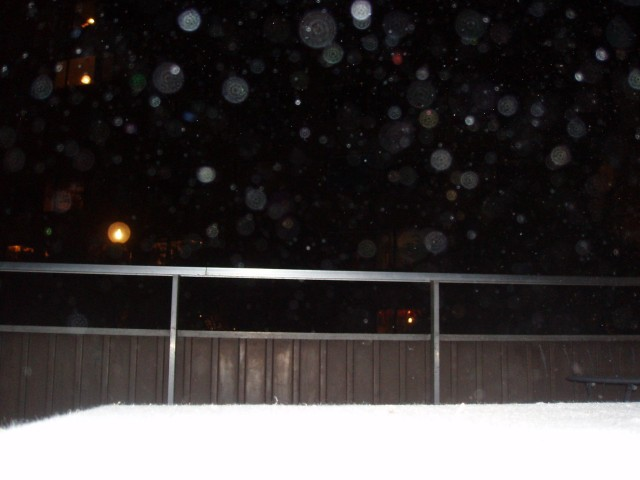
... men skakar man en dammig tröja ovanför kameran så kryllar det av dem.

Orber är ljusfenomen som ibland uppträder på fotografier eller film.
Orber är stora oskärpecirklar som uppkommer då partiklar (damm, vattendroppar, insekter etc) hamnar kraftigt ur fokus. För att framträda måste de vara mer upplysta än bakgrunden, vilket är ett vanligt resultat av att använda blixt i mörka utrymmen.